# Piatnik
Ferd. Piatnik & Söhne (A. G.), znana jako Piatnik – austriacka firma z Wiednia, znana z produkcji kart do gier oraz kart do wróżenia.  Założona w roku 1824 przez Antona Mosera, od 1843 własność Ferdynanda Piatnika przez małżeństwo z wdową po Moserze, od 1882 w nazwie firmy znajdują się także synowie. W końcu XIX wieku Piatnik nabył praską firmę Ritter & Cie i rozpoczął ekspansję na inne kraje. Od lat 60. XX wieku firma zajmuje się także produkcją gier, m.in. puzzli.